# Ouezzane
Ouezzane (variante : Ouazzane ; arabe : وزان, berbère : ⵡⴰⵣⵣⴰⵏ) est une ville située au nord-ouest du Maroc, proche du Rif occidental, au sud de l'oued Loukkous.
C'est le chef-lieu de la province de Ouezzane depuis sa création en 2009, auparavant Ouezzane faisait partie de la province de Sidi Kacem.

## Histoire
Les origines de la ville de Ouezzane restent incertaines et confuses. Certains font remonter son existence à l'Antiquité romaine, toutefois rien n'est attesté.
Les traces du passage de Moulay Abdallah Chérif, grand maître du soufisme et descendant d'Idriss II, et du rabbin faiseur de miracles Amram ben Diwan font de Ouezzane une ville doublement sainte. Le premier y créa en 1649 une zaouïa, centre religieux et savant. Berceau de la confrérie religieuse des Taïbia, cette zaouïa devint au cours des XVIIIe et XIXe siècles un centre politique et spirituel important. De nombreux pèlerins viennent visiter son tombeau chaque année. Le second a son tombeau à Azjen, à quelques kilomètres de la ville.
C'est une des rares villes anciennes à n'être pas ceinte de remparts ; ici, pas de murs crènelés, ni de portes fortifiées monumentales comme partout ailleurs au Maroc. Cette particularité réside vraisemblablement dans l'histoire de la ville. La puissance de la confrérie Ouazzania la mettait probablement à l'abri des menaces, de même le caractère sacré de la cité pour les croyants la rendait inviolable à leurs yeux.
Toutefois, il existe des portes associées aux murs extérieurs des demeures anciennes. Ces portes, qui permettaient de clore la Médina à la manière d'une enceinte, ne présentaient pas un système fortifié réellement définitif. La première porte, connue sous le nom de Bab Fatha, est en arc simple en plein cintre surbaissé en briques cuites et pierres sèches. Elle daterait du XVIIe siècle. La seconde porte, Bab Jmouâa, est constituée par un arc outrepassé brisé doublé par un arc à lambrequins, les écoinçons sont ornés de riches motifs géométriques sculptés et le tout est surmonté d'une console pilastre supportant un auvent de tuiles vertes vernissées.
Les passages couverts ou sabats sont peu nombreux et constituent une spécificité de la cité. Certains de ces passages sont coiffés par une succession d'arcades qui forment parfois des voies étroites et basses, voûtées et coudées.
Dar-Sqaf est le quartier le plus ancien de la médina. Il est le site du village original dans lequel se serait installé le fondateur de la confrérie Ouazzanie Moulay Abdallah Cherif dont la demeure subsiste à cet endroit.
Ce quartier est associé à celui de la zaouïa car il abrite la célèbre mosquée qui porte le nom du quartier et réputée par son minaret octogonal. Ce quartier était le siège de la confrérie Ouazzanie. Le Cheikh actuel, c'est-à-dire le chef de la dite confrérie, y réside. Le bâtiment principal consiste en un vaste patio autour duquel une galerie à arcs brisés distribue quatre salles de mêmes dimensions ornées de portes, de fenêtres et de somptueux plafonds de bois peints. La sobriété de la décoration et la majesté des proportions en font l'un des plus purs produits de l'architecture locale. Ce bâtiment ne devait servir que de résidence et de siège administratif. Il abritait également un palais réservé à l'accueil des affiliés et des pèlerins.
Outre ces deux quartiers, le quartier Mellah abritait la communauté juive.
L'ensemble de ces quartiers représente le cœur de la médina. Ils sont tous reliés à un centre commercial où sont regroupées les principales activités commerciales dont la plus spéciale est le commerce de la jellaba Ouazzania. Les rues de ce centre, exclusivement réservées au négoce, sont bordées de boutiques juxtaposées sans discontinuité et présentant un ensemble de constructions d'architecture homogène.

## Étymologie
Le nom Ouazzane que la ville porte de nos jours demeure obscur. Les études consacrées à l'histoire de la ville en donnent trois versions différentes et plus difficiles à étayer les unes que les autres :
- Ce toponyme est d'origine berbère. C'est le mot « azan » à l'état construit/l'état d'annexion, d'où le [w]. Ce mot désigne une sorte de chêne, un arbre que caractérisent ses feuilles caduques, sa résistance au froid et son exigence en eau et qui est très répandu au nord du Maroc.
- Le mot serait d'origine latine et aurait été donné à la ville par un empereur romain dont le prince héritier (Ozinos) aurait porté ce nom.
- Le mot d'Ouazzane aurait pris son origine du mot arabe Al Ouazzane (le peseur) qui aurait été attribué à un nommé Abdeslam propriétaire de balance qu'il entreposait à l'entrée de la ville au lieu dit aujourd'hui R'mel; les commerçants étant obligés de recourir à ses balances pour peser leurs produits, on l'appelle alors Al Ouazzane.
- Le mot serait dû à la contraction de l'expression Oued Ezzine du fait de la beauté frappante des sites panoramiques de la ville.

## Géographie
La ville d'Ouezzane se situe aux marges méridionales du pays Jebala. Elle est bâtie en amphithéâtre sur le flanc nord du Jbel Bouhlal et le flanc sud-est du Jbel Bouakika. Elle est traversée par un seul axe routier d'est en ouest qui se divise en deux branches à chaque extrémité.
La ville d'Ouezzane est située à une altitude de 614 mètres et est protégée des influences atlantiques par les montagnes environnantes de moyenne altitude. Elle bénéficie d'un climat méditerranéen sub-humide caractérisé par un été sec avec des températures variant entre 19 °C et 32 °C et un hiver froid à doux avec des températures variant entre 6 °C et 14 °C. La moyenne annuelle des précipitations est de 800 mm irrégulièrement répartie.

## Économie
Les oliveraies présentes sur le territoire de Ouazzane permettent à la ville de produire de l'huile d'olive. On trouve deux types de structures de production : avec des équipements modernes pour les produits destinés à l'exportation et traditionnels pour les produits de consommation locale.
Ville d'artisanat depuis près de quatre siècles, Ouazzane abrite plusieurs corporations de métiers animés par plus de 5000 artisans et 3 coopératives artisanales.

### Filière lainière
Le tissage de la laine est l'activité la plus ancienne et la principale.
La « jellaba ouazzania » (vêtement porté aussi bien en hiver qu'en été) assure la renommée de la ville.

### Métiers du bois
La ville d'Ouazzane se distingue par l'exercice du métier de tourneur de bois qui s'est développé grâce à l'abondance de la matière première offerte par l'arboriculture. Les tourneurs de bois produisent des éléments et des articles au profit d'autres métiers artisanaux à savoir: des rouets pour les fileuses et les tisserands (Naoura), des planches à laver (Ferraka), des piques à brochette...
La réputation des tourneurs de bois Ouazzanis est due à trois types de produits très particuliers :
le sebsi, une pipe spéciale pour fumer le chanvre indien dit canabis.
le tsabih, chapelet lié à la fonction religieuse.
la ghayta, un instrument de musique à anche de la famille des hautbois, au timbre perçant (rôle d'arbitrage des conflits entre les tribus).

### Production d'olives et d'huile
La production d'olives dans la province d’Ouazzane pourrait atteindre environ 100 000 tonnes par an (estimation de 2013), à comparer à la production nationale du Maroc : 1,5 million de tonnes par an (selon les prévisions de la direction provinciale de l'Agriculture).

## Personnalités
- Latifa El Bouhsini, chercheuse et professeure à la faculté des sciences de l’éducation de Rabat, est née à Ouezzane.
- Wiam Lamharchi, femme politique y est née en 1995.
- Ghazal Hamdaoui 
Docteur Microbiologiste spécialisé dans les maladies infectieuses. Fille de Bouchra Ouazzani née à Ouezzane.